# 송수
송수(宋洙, 1984년 3월 4일 ~ )는 한국 프로 야구 前 NC 다이노스의 선수이며, 現 NC 다이노스의 전력분석팀원이다.

## 출신학교
- 서울사당초등학교
- 선린중학교
- 중앙고등학교